# Zeche Gottsegnedich
Die Zeche Gottsegnedich ist ein ehemaliges Steinkohlenbergwerk im Wittener Ortsteil Vormholz-Steinhausen. Das Bergwerk befand sich im Stadtwald Vormholz östlich der heutigen Durchholzer Straße in Höhe der Straße Zum Wiesengrund.

## Bergwerksgeschichte
Über die Zeche wird nicht sehr viel berichtet. Am 17. März des Jahres 1780 wurde Mutung beim Bergamt eingelegt. Das Grubenfeld wurde 1785 vermessen. Es wurde ein Stollen vom Oberlauf des Muttenbachs ausgehend in südwestlicher Richtung aufgefahren. Außerdem wurden im Laufe der Jahre mehrere Schächte angelegt. Dies waren die Schächte August, Diedrich, Flora, Gotthelf, Hoffnung, Juli, Lazarus, Peter, Samuel und Victor. Im Jahr 1787 wurde ein Lochstein gesetzt. Vermutlich war das Bergwerk im Anschluss daran für längere Jahre außer Betrieb, denn im Juni des Jahres 1797 wurde es wieder in Betrieb genommen. Im selben Jahr war Schacht 6 in Förderung. 
Im Jahr 1805 war Schacht Diedrich in Förderung. Im Jahr 1810 waren die Schächte August, Peter und Samuel in Betrieb, im Jahr 1815 die Schächte Lazarus und Gotthelf, im Jahr 1820 die Schächte Hoffnung und Gotthelf und im Jahr 1825 war Schacht Gottfried in Betrieb. Im Jahr 1828 wurde ein Längenfeld mit vier Flözen verliehen, das Bergwerk war weiterhin in Betrieb. Im Jahr 1830 waren die Schächte Flora und Julie in Betrieb, in diesem Jahr wurden 1062 Tonnen Steinkohle gefördert. Im Jahr 1834 waren die Schächte Flora und Victor in Betrieb. Am 20. November des Jahres 1835 konsolidierte die Zeche Gottsegnedich zur Zeche Vereinigte Neugottsegnedich.